# Atletica leggera ai Giochi della XIX Olimpiade - 100 metri piani maschili

' (film ufficiale dei Giochi)

I 100 metri piani hanno fatto parte del programma maschile di atletica leggera ai Giochi della XIX Olimpiade. La competizione si è svolta nei giorni 13-14 ottobre 1968 allo Stadio Olimpico Universitario di Città del Messico.

## L'eccellenza mondiale
| Campione olimpico 1964                     | 10"0     | Bob Hayes                                 | Ritirato 1964         |
| Primatista mondiale Co-primatista mondiale | 9"9 1968 | Jim Hines Charles Greene Ronnie Ray Smith | Presente 4º ai Trials |
| Vincitore dei Trials USA                   | 10"0     | Jim Hines                                 | Presente              |
| Campione Europeo 1966                      | 10"5     | Wiesław Maniak                            | Ritirato 1966         |

1. ↑  Stabiliti tutti il 20 giugno, giorno delle semifinali e della finale dei campionati nazionali.

Il 20 giugno ai Campionati nazionali di Sacramento si corrono per la prima volta i 100 metri in meno di 10": Jim Hines e Ronnie-Ray Smith nella prima semifinale e Charles Greene nella seconda ottengono il fatidico 9"9 (tempi elettrici: Hines 10"03, Smith 10"14; Greene 10"10). In finale si vince invece con 10"0. L'exploit non si ripete ai Trials, nonostante si corra in altura, a Echo Summit (Lago Tahoe, 1909 metri).
Dietro Hines e Greene, l'esperto Melvin Pender soffia la qualificazione al diciannovenne Smith.

## La gara
Il primo turno eliminatorio non genera grosse sorprese.

Nei quarti di finale Greene piazza un 10"0 (10"02), imitato dal cubano Ramirez. Il tedesco est Heinz Erbstösser segna un altro primato: diventa il più veloce eliminato della storia dello sprint poiché rimane fuori dalle semifinali nonostante il suo 10"28.
In semifinale Hines vince la prima serie con 10"0 (10"08). L'altra è appannaggio di Greene con 10"1. Escono i cubani Ramirez e Figuerola (10"2 per entrambi) e gli altri due tedeschi est (settimo e ottavo). Sesto nella seconda semifinale, con 10"3, è il cileno Iván Moreno: è il bianco che si è piazzato meglio. Per la prima volta tutti gli otto finalisti sono atleti di colore.
In finale ci si aspetta una lotta a due tra Hines e Greene, con il primo come favorito. In realtà il compito per Hines è più agevole del previsto. Greene è arrivato leggermente infortunato alla finale e un risentimento muscolare nella seconda parte della gara favorisce il rientro del giamaicano Miller, che taglia il traguardo al secondo posto dietro Hines che, sfruttando l'elevata altitudine di Città del Messico, vince con 9"9 (9"95), eguagliando il record mondiale.
Quando, quattro anni dopo, verranno inaugurate le tabelle dei record con cronometraggio elettronico, il 9"95 di Hines aprirà l'albo d'oro dei record sui 100 metri maschili.
Dopo i Giochi, grazie alla popolarità acquisita, Hines spunterà un buon contratto in una squadra di football americano, senza peraltro ottenere il successo del suo predecessore Bob Hayes.

## Risultati[2][3]

### Turni eliminatori
| 9 Batterie         | 13 ottobre | 66 iscritti   | Si qualificano i primi 3 + i 5 migliori tempi. |
| 4 Quarti di finale | 13 ottobre | 8 + 8 + 8 + 8 | Si qualificano i primi 4.                      |
| 2 Semifinali       | 14 ottobre | 8 + 8         | Si qualificano i primi 4.                      |
| Finale             | 14 ottobre | 8 concorrenti |                                                |

### Batterie
Domenica 13 ottobre 1968
| Pos. | Atleta              | Nazione         | Età | Tempo ufficiale | Tempo ufficioso | Note |
| ---- | ------------------- | --------------- | --- | --------------- | --------------- | ---- |
| 1    | Charles Greene      | Stati Uniti     | 23  | 10"0            | 10"09           | Q    |
| 2    | Hideo Iijima        | Giappone        | 24  | 10"2            | 10"24           | Q    |
| 3    | Canagasabai Kunalan | Singapore       | 25  | 10"4            | 10"47           | Q    |
| 4    | Wiesław Maniak      | Polonia         | 30  | 10"4            | 10"49           |      |
| 5    | Barka Sy            | Senegal         | 25  | 10"6            | 10"61           |      |
| 6    | Alberto Torres      | Rep. Dominicana | 34  | 10"7            | n/d             |      |
| 7    | Santino Dralu       | Uganda          | 21  | 10"8            | n/d             |      |

- Vento (m/s) = +2,8

| Pos. | Atleta                     | Nazione         | Età | Tempo ufficiale | Tempo ufficioso | Note |
| ---- | -------------------------- | --------------- | --- | --------------- | --------------- | ---- |
| 1    | Jim Hines                  | Stati Uniti     | 22  | 10"2            | 10"26           | Q    |
| 2    | Jean-Louis Ravelomanantsoa | Madagascar      | 25  | 10"2            | 10"30           | Q    |
| 3    | Gaoussou Koné              | Costa d'Avorio  | 24  | 10"3            | 10"37           | Q    |
| 4    | Amos Omolo                 | Uganda          | 31  | 10"4            | 10"50           | q    |
| 5    | Porfirio Veras             | Rep. Dominicana | 25  | 10"5            | 10"51           |      |
| 6    | Julius Sang                | Kenya           | 22  | 10"6            | 10"64           |      |
| 7    | Jorge Vizcarrondo          | Uganda          | 20  | 10"7            | 10"71           |      |
| 8    | Manuel Planchart           | Venezuela       | 26  | 10"7            | 10"80           |      |

- Vento (m/s) = +0,8

| Pos. | Atleta            | Nazione          | Età | Tempo ufficiale | Tempo ufficioso | Note |
| ---- | ----------------- | ---------------- | --- | --------------- | --------------- | ---- |
| 1    | Enrique Figuerola | Cuba             | 30  | 10"3            | 10"40           | Q    |
| 2    | Iván Moreno       | Cile             | 26  | 10"5            | 10"53           | Q    |
| 3    | Barrie Kelly      | Gran Bretagna    | 28  | 10"5            | 10"55           | Q    |
| 4    | Eugeny Siniaev    | Unione Sovietica | 20  | 10"5            | 10"56           |      |
| 5    | Zenon Nowosz      | Polonia          | 24  | 10"5            | 10"57           |      |
| 6    | Charles Asati     | Kenya            | 22  | 10"6            | 10"63           |      |
| 7    | Jimmy Sierra      | Colombia         | 19  | 10"8            | 10"88           |      |

- Vento (m/s) =  0,0

| Pos. | Atleta             | Nazione          | Età | Tempo ufficiale | Tempo ufficioso | Note |
| ---- | ------------------ | ---------------- | --- | --------------- | --------------- | ---- |
| 1    | Pablo Montes       | Cuba             | 20  | 10"1            | 10"14           | Q    |
| 2    | Mel Pender         | Stati Uniti      | 30  | 10"3            | 10"35           | Q    |
| 3    | Ronald Jones       | Gran Bretagna    | 34  | 10"4            | 10"45           | Q    |
| 4    | Aleksey Khlopotnov | Unione Sovietica | 22  | 10"4            | 10"49           |      |
| 5    | Norris Stubbs      | Bahamas          | 19  | 10"6            | 10"67           |      |
| 6    | Chen Chuan-Show    | Taiwan           | 27  | 10"8            | 10"91           |      |
| 7    | Philippe Housiaux  | Belgio           | 20  | 10"9            | 10"94           |      |

- Vento (m/s) =  +0,6

| Pos. | Atleta            | Nazione      | Età | Tempo ufficiale | Tempo ufficioso | Note |
| ---- | ----------------- | ------------ | --- | --------------- | --------------- | ---- |
| 1    | Roger Bambuck     | Francia      | 22  | 10"1            | 10"18           | Q    |
| 2    | Heinz Erbstösser  | Germania Est | 28  | 10"4            | 10"42           | Q    |
| 3    | Micheal Ahey      | Ghana        | 28  | 10"5            | 10"59           | Q    |
| 4    | Bernard Nottage   | Bahamas      | 22  | 10"6            | 10"64           |      |
| 5    | Ennio Preatoni    | Italia       | 23  | 10"6            | 10"65           |      |
| 6    | Hansruedi Wiedmer | Svizzera     | 23  | 10"7            | 10"75           |      |
| 7    | Su Wen-ho         | Cina         | 22  | 10"8            | 10"81           |      |

- Vento (m/s) =  +0,7

| Pos. | Atleta                   | Nazione           | Età | Tempo ufficiale | Tempo ufficioso | Note |
| ---- | ------------------------ | ----------------- | --- | --------------- | --------------- | ---- |
| 1    | Lennox Miller            | Giamaica          | 22  | 10"1            | 10"15           | Q    |
| 2    | Hartmut Schelter         | Germania Est      | 25  | 10"3            | 10"34           | Q    |
| 3    | Manikavasagam Jegathesan | Malaysia          | 24  | 10"3            | 10"35           | Q    |
| 4    | Robert Ojo               | Nigeria           | 27  | 10"4            | 10"47           | q    |
| 5    | Ronald Monsegue          | Trinidad e Tobago | 26  | 10"5            | 10"56           |      |
| 6    | Rogelio Onofre           | Filippine         | 28  | 10"5            | 10"58           |      |
| 7    | Tom Robinson             | Bahamas           | 30  |                 |                 | Rit. |

- Vento (m/s) = +3,8

| Pos. | Atleta                | Nazione        | Età | Tempo ufficiale | Tempo ufficioso | Note |
| ---- | --------------------- | -------------- | --- | --------------- | --------------- | ---- |
| 1    | Harry Jerome          | Canada         | 28  | 10"3            | 10"35           | Q    |
| 2    | Karl-Peter Schmidtke  | Germania Ovest | 22  | 10"3            | 10"38           | Q    |
| 3    | Harald Eggers         | Germania Est   | 26  | 10"3            | 10"38           | Q    |
| 4    | Kolawole Abdulai      | Nigeria        | 21  | 10"4            | 10"45           | q    |
| 5    | Miguel Angel González | Messico        | 24  | 10"5            | 10"59           |      |
| 6    | Pablo McNeil          | Giamaica       | 29  | 10"6            | 10"62           |      |
| 7    | Hassan Emech          | Marocco        | 23  | 10"7            | 10"79           |      |
| 8    | Gasmalla Morgan       | Sudan          | 21  | 11"0            | 11"09           |      |

- Vento (m/s) = +0,4

| Pos. | Atleta           | Nazione          | Età | Tempo ufficiale | Tempo ufficioso | Note |
| ---- | ---------------- | ---------------- | --- | --------------- | --------------- | ---- |
| 1    | Gérard Fenouil   | Francia          | 23  | 10"4            | 10"42           | Q    |
| 2    | Gerhard Wucherer | Germania Ovest   | 20  | 10"4            | 10"42           | Q    |
| 3    | Marian Dudziak   | Polonia          | 27  | 10"4            | 10"46           | Q    |
| 4    | Vladislav Sapeja | Unione Sovietica | 25  | 10"4            | 10"46           | q    |
| 5    | Eddy Monsels     | Suriname         | 20  | 10"4            | 10"48           |      |
| 6    | Gregory Lewis    | Australia        | 21  | 10"5            | 10"55           |      |
| 7    | Félix Bécquer    | Messico          | 21  | 10"7            | 10"72           |      |
| 8    | Rafael Santos    | El Salvador      | 24  | 11"2            | 11"22           |      |

- Vento (m/s) = 0,0

| Pos. | Atleta           | Nazione      | Età | Tempo ufficiale | Tempo ufficioso | Note |
| ---- | ---------------- | ------------ | --- | --------------- | --------------- | ---- |
| 1    | Hermes Ramírez   | Cuba         | 20  | 10"2            | 10"30           | Q    |
| 2    | Andrés Calonce   | Argentina    | 23  | 10"4            | 10"44           | Q    |
| 3    | Jocelyn Delecour | Francia      | 33  | 10"4            | 10"45           | Q    |
| 4    | Gert Metz        | Germania Est | 26  | 10"5            | 10"55           | q    |
| 5    | Norman Chihota   | Tanzania     | 21  | 10"5            | 10"57           | q    |
| 6    | Horacio Estevez  | Venezuela    | 27  | 10"6            | 10"65           |      |
| 7    | José Sánchez     | Spagna       | 26  | 10"6            | 10"69           |      |
| 8    | Juan Argüello    | Nicaragua    | 21  | 11"1            | 11"18           |      |

- Vento (m/s) = 0,0

### Quarti di finale
Domenica 13 ottobre 1968
| Pos. | Atleta               | Nazione          | Tempo ufficiale | Tempo elettrico | Nota |
| ---- | -------------------- | ---------------- | --------------- | --------------- | ---- |
| 1    | Lennox Miller        | Giamaica         | 10"1            | 10"11           | Q    |
| 2    | Jim Hines            | Stati Uniti      | 10"1            | 10"14           | Q    |
| 3    | Enrique Figuerola    | Cuba             | 10"2            | 10"23           | Q    |
| 4    | Iván Moreno          | Cile             | 10"3            | 10"37           | Q    |
| 5    | Andrés Calonge       | Argentina        | 10"3            | 10"39           |      |
| 6    | Ron Jones            | Gran Bretagna    | 10"4            | 10"42           |      |
| 7    | Karl-Peter Schmidtke | Germania Ovest   | 10"4            | 10"48           |      |
| 8    | Vladislav Sapeya     | Unione Sovietica | 10"4            | 10"51           |      |

- Vento (m/s) = +1,8

| Pos. | Atleta           | Nazione        | Tempo ufficiale | Tempo elettrico | Nota  |
| ---- | ---------------- | -------------- | --------------- | --------------- | ----- |
| 1    | Hermes Ramírez   | Cuba           | 10"0            | 10"10           | [ 4 ] |
| 2    | Melvin Pender    | Stati Uniti    | 10"1            | 10"16           | Q     |
| 3    | Roger Bambuck    | Francia        | 10"1            | 10"17           | Q     |
| 4    | Harry Jerome     | Canada         | 10"2            | 10"22           | Q     |
| 5    | Heinz Erbstößer  | Germania Est   | 10"2            | 10"28           |       |
| 6    | Gerhard Wucherer | Germania Ovest | 10"3            | 10"33           |       |
| 7    | Kola Abdulai     | Nigeria        | 10"3            | 10"38           |       |
| 8    | Mike Ahey        | Ghana          | 10"4            | 10"49           |       |

- Vento (m/s) = +0,5

| Pos. | Atleta                   | Nazione      | Tempo ufficiale | Tempo elettrico | Nota |
| ---- | ------------------------ | ------------ | --------------- | --------------- | ---- |
| 1    | Pablo Montes             | Cuba         | 10"1            | 10"16           | Q    |
| 2    | Hartmut Schelter         | Germania Est | 10"2            | 10"29           | Q    |
| 3    | Hideo Iijima             | Giappone     | 10"3            | 10"31           | Q    |
| 4    | Gérard Fenouil           | Francia      | 10"3            | 10"31           | Q    |
| 5    | Marian Dudziak           | Polonia      | 10"3            | 10"32           |      |
| 6    | Manikavasagam Jegathesan | Malaysia     | 10"3            | 10"38           |      |
| 7    | Amos Omolo               | Uganda       | 10"4            | 10"45           |      |
| 8    | Robert Ojo               | Nigeria      | 10"5            | 10"58           |      |

- Vento (m/s) =  +4,2

| Pos. | Atleta                     | Nazione        | Tempo ufficiale | Tempo elettrico | Nota  |
| ---- | -------------------------- | -------------- | --------------- | --------------- | ----- |
| 1    | Charles Greene             | Stati Uniti    | 10"0            | 10"02           | [ 4 ] |
| 2    | Jean-Louis Ravelomanantsoa | Madagascar     | 10"1            | 10"18           | Q     |
| 3    | Gaoussou Koné              | Costa d'Avorio | 10"2            | 10"22           | Q     |
| 4    | Harald Eggers              | Germania Est   | 10"2            | 10"25           | Q     |
| 5    | Barrie Kelly               | Gran Bretagna  | 10"3            | 10"35           |       |
| 6    | Jocelyn Delecour           | Francia        | 10"3            | 10"36           |       |
| 7    | Canagasabai Kunalan        | Singapore      | 10"3            | 10"38           |       |
| 8    | Eddy Monsels               | Suriname       | 10"4            | 10"45           |       |

- Vento (m/s) =  +2,0

### Semifinali
Lunedì 14 ottobre 1968
| Pos. | Atleta            | Nazione      | Tempo ufficiale | Tempo elettrico | Nota  |
| ---- | ----------------- | ------------ | --------------- | --------------- | ----- |
| 1    | Jim Hines         | Stati Uniti  | 10"0            | 10"08           | [ 4 ] |
| 2    | Roger Bambuck     | Francia      | 10"1            | 10"11           | Q     |
| 3    | Harry Jerome      | Canada       | 10"1            | 10"17           | Q     |
| 4    | Melvin Pender     | Stati Uniti  | 10"2            | 10"21           | Q     |
| 5    | Enrique Figuerola | Cuba         | 10"2            | 10"23           |       |
| 6    | Hermes Ramírez    | Cuba         | 10"2            | 10"25           |       |
| 7    | Harald Eggers     | Germania Est | 10"2            | 10"29           |       |
| 8    | Hideo Iijima      | Giappone     | 10"3            | 10"34           |       |

- Vento (m/s) = +1,6

| Pos. | Atleta                     | Nazione        | Tempo ufficiale | Tempo elettrico | Nota |
| ---- | -------------------------- | -------------- | --------------- | --------------- | ---- |
| 1    | Charles Greene             | Stati Uniti    | 10"1            | 10"13           | Q    |
| 2    | Lennox Miller              | Giamaica       | 10"1            | 10"15           | Q    |
| 3    | Pablo Montes               | Cuba           | 10"1            | 10"19           | Q    |
| 4    | Jean-Louis Ravelomanantsoa | Madagascar     | 10"2            | 10"26           | Q    |
| 5    | Gaoussou Koné              | Costa d'Avorio | 10"2            | 10"27           |      |
| 6    | Iván Moreno                | Cile           | 10"3            | 10"37           |      |
| 7    | Gérard Fenouil             | Francia        | 10"3            | 10"40           |      |
| 8    | Hartmut Schelter           | Germania Est   | 10"3            | 10"40           |      |

- Vento (m/s) = 0,0

### Finale
Lunedì 14 ottobre 1968
| Pos.    | Corsia | Atleta                     | Età | Nazione     | Tempo ufficiale | Tempo elettrico | Nota                              |
| ------- | ------ | -------------------------- | --- | ----------- | --------------- | --------------- | --------------------------------- |
| Oro     | 3      | Jim Hines                  | 22  | Stati Uniti | 9"9             | 9"95            | Record mondiale · Record olimpico |
| Argento | 4      | Lennox Miller              | 22  | Giamaica    | 10"0            | 10"04           |                                   |
| Bronzo  | 1      | Charles Greene             | 23  | Stati Uniti | 10"0            | 10"07           |                                   |
| 4       | 2      | Pablo Montes               | 20  | Cuba        | 10"1            | 10"14           |                                   |
| 5       | 6      | Roger Bambuck              | 22  | Francia     | 10"1            | 10"15           |                                   |
| 6       | 5      | Melvin Pender              | 30  | Stati Uniti | 10"1            | 10"17           |                                   |
| 7       | 7      | Harry Jerome               | 28  | Canada      | 10"1            | 10"20           |                                   |
| 8       | 8      | Jean-Louis Ravelomanantsoa | 25  | Madagascar  | 10"2            | 10"27           |                                   |

- Vento (m/s) = +0,3